# De jacht op een voetbal
De jacht op een voetbal is het eerste stripverhaal van Jommeke. De reeks werd getekend door striptekenaar Jef Nys.

## Personages
- Jommeke
- Theofiel
- Anatool
- Piet Kwak en Kale Schrobber (in heruitgave: Kwak en Boemel)
- Edgar (kelner)
- kleinere rollen: Marie, Gravin Groenvijver en zoon, notaris Poenaard, papegaai (in heruitgave: Flip), politiemannen (naamloos)

## Verhaal
Jommeke krijgt een voetbal voor zijn verjaardag  en gaat voetballen achter een kasteel. In dat kasteel ligt gravin Groenvijver op sterven en laat ze in haar testament de vindplaats van de familieschat opnemen. De butler Anatool overvalt echter notaris Poenaard. Tijdens zijn vlucht dient hij het testament te verstoppen in de voetbal van Jommeke. Na het overlijden van de gravin wil Anatool het testament terug, maar Jommeke blijkt de bal voor een trompet geruild te hebben. Jommeke vlucht weg en botst op zijn vader Theofiel. Samen besluiten ze het testament terug te halen, maar Anatool luistert hen af en gaat eveneens op zoek naar de bal. De jacht op een voetbal is begonnen.
Daarop volgen enkele ruilacties door kinderen, maar uiteindelijk krijgen Jommeke en Theofiel de bal in handen. De knecht Anatool vlucht weg, maar valt in handen van twee boeven. In ruil voor zijn vrijlating vertelt hij hen het verhaal van de voetbal. De boeven worden gearresteerd door de politie na enkele mislukte pogingen om de voetbal in handen te krijgen. Zij brengen de politie op de hoogte van het bestaan van de voetbal en zijn inhoud. De politie meent echter dat Jommeke en Theofiel de dieven zijn. Via de radio raakt ook nog een ober, Edgar, op de hoogte van de voetbal met het testament.
Jommeke en Theofiel besluiten al hun achtervolgers te misleiden met vier valse testamenten in identieke voetballen. De politie doorziet de list en kan zo Anatool, Edgar en de boeven arresteren. Jommeke en Theofiel reizen naar de zoon van de gravin die in Duitsland woont. Daar aangekomen worden ze gearresteerd door de politie, maar de zoon van de gravin pleit hen vrij.

## Heruitgave
Het verhaal De jacht op een voetbal werd in 1987 in hertekende versie heruitgegeven als album nummer 143. In dit album vindt Jommeke een voetbal ergens op zolder daar waar hij dit in het originele verhaal als verjaardagscadeau van zijn vader kreeg. Verder werden de boeven Piet Kwak en Kale Schrobber vervangen door de inmiddels bekende personages Kwak en Boemel. Een van de vriendjes van Jommeke wordt vervangen door Filiberke die pas in album nr. 2 voor het eerst zou verschijnen. In het nieuwe album, dat nr. 143 meekrijgt, wordt de papegaai van de zoon van de gravin vervangen door Flip, maar net als Filiberke zou die pas in album nr. 2 zijn opwachting maken. Het album zou in 1990 terug als album nummer 1 beschouwd worden. Het nummer 143 werd ingevuld door het op stapel staande album Va Kwak en moe Boemel.

## Achtergronden bij het verhaal
- Gezien het album het eerste uit de reeks is, is het ook de eerste maal dat Jommeke in de reeks verschijnt. Dit geldt ook voor zijn vader Theofiel en slechterik Anatool. Jommekes moeder Marie komt maar heel kort in beeld. Notaris Poenaard zou in latere albums nog enkele keren zijn opwachting maken, telkens in zijn rol als notaris.
- Anatool was de slechterik uit het eerste album en zal doorheen de reeks de vaste slechterik van dienst blijven. Meermaals komt hij in die rol terug.
- Gravin Groenvijver is het enige personage uit de reeks dat in beeld gebracht wordt en dat overlijdt. De dood past niet in de positieve verhalen van Jommeke, waardoor er geen andere personages meer sterven tijdens een verhaal.
- Jommeke trekt een eerste keer naar een werkelijk buitenland namelijk naar Duitsland waar de zoon van gravin Groenvijver woont.

## Achtergronden bij de uitgaven
- Vanaf dit stripalbum verscheen elk album tot en met album 175 onder uitgeverij Het Volk.
- In 2018 verscheen een hommage van dit album genaamd Jomme: Jacht op een voetbal. Griffo tekende dit album op vraag van uitgeverij Ballon Media.[3][4]